# Colette Durruti
Colette Durruti   (Barcelona, 4 de desembre de 1931 - Morellàs i les Illes, 19 d'abril de 2025), coneguda també com a Diana, fou l'única filla de l'anarquista Buenaventura Durruti i de la militant llibertària francesa Émilienne Morin.

## Biografia
Colette va néixer a Barcelona durant la Segona República, mentre el seu pare era a la presó. La família vivia en una situació difícil, i els companys anarquistes van fer una col·lecta per ajudar la seva mare, que va haver de treballar fent feines de neteja i després d’acomodadora al cinema Goya. Els primers anys van estar marcats per problemes econòmics i trasllats constants. Tot i així, els seus pares vivien en igualtat i s'ajudaven mútuament: Durruti cuidava de la casa i de Colette quan Émilienne treballava.
Amb l'esclat de la Guerra Civil espanyola, el 1936, Émilienne es va incorporar a la Columna Durruti al front d'Aragó, deixant Colette sota la tutela de l'amiga i companya Teresa Margalef. Més endavant, quan Durruti marxà cap a Madrid per defensar la capital del feixisme, Émilienne va tornar a Barcelona per a ocupar-se personalment de la seva filla. Colette només tenia cinc anys quan el seu pare va morir al front de Madrid durant els primers mesos de la guerra, fet que va limitar-ne el vincle personal. La mort de Durruti va marcar un abans i un després per a Colette i la seva mare. Émilienne, en un article publicat a la revista Mujeres Libres, va deixar escrit que volia educar la seva filla seguint els ideals del pare.
Després de l'exili amb la seva mare, Colette es va establir a l'estat francès, on va viure la resta de la seva vida. Va adquirir la nacionalitat francesa als anys 1950 després de casar-se amb Roger Mariot, amb qui va tenir dues filles, Yvon i Rémi, aquesta darrera, morta en un accident el 1989. Va dirigir una empresa de productes làctics a la Bretanya i, un cop jubilada, es va traslladar a viure a la regió del Rosselló.
Colette Durruti va mantenir el seu compromís llibertari al llarg de la seva vida, participant en actes commemoratius i mantenint el contacte amb l'entorn militant. Tot i haver conegut poc el seu pare, sovint parlava d'ell i en conservava un record afectuós, segons va declarar en una entrevista a una revista francesa. Va participar al documental Celuloide colectivo (2009), dirigit per Óscar Martín García, dedicat a la producció cinematogràfica revolucionària durant la Guerra Civil espanyola. El 17 de novembre de 2019, va participar en un acte d’homenatge a figures històriques de l'anarquisme celebrat al cementiri de Montjuïc, juntament amb altres familiars de figures històriques de l'anarquisme, com Paul Gambier Esgleas.